# Azanja
Azanja (cyr. Азања) – wieś w Serbii, w okręgu podunajskim, w gminie Smederevska Palanka. W 2011 roku liczyła 4014 mieszkańców.